# 异叶眼子菜
异叶眼子菜（学名：Potamogeton heterophyllus）为眼子菜科眼子菜属下的一个种。

## 扩展阅读
- 維基物種上的相關：异叶眼子菜